# Echium decaisnei
Echium decaisnei är en strävbladig växtart. Echium decaisnei ingår i släktet snokörter, och familjen strävbladiga växter.

## Underarter
Arten delas in i följande underarter:
- E. d. decaisnei
- E. d. purpuriense

## Bildgalleri

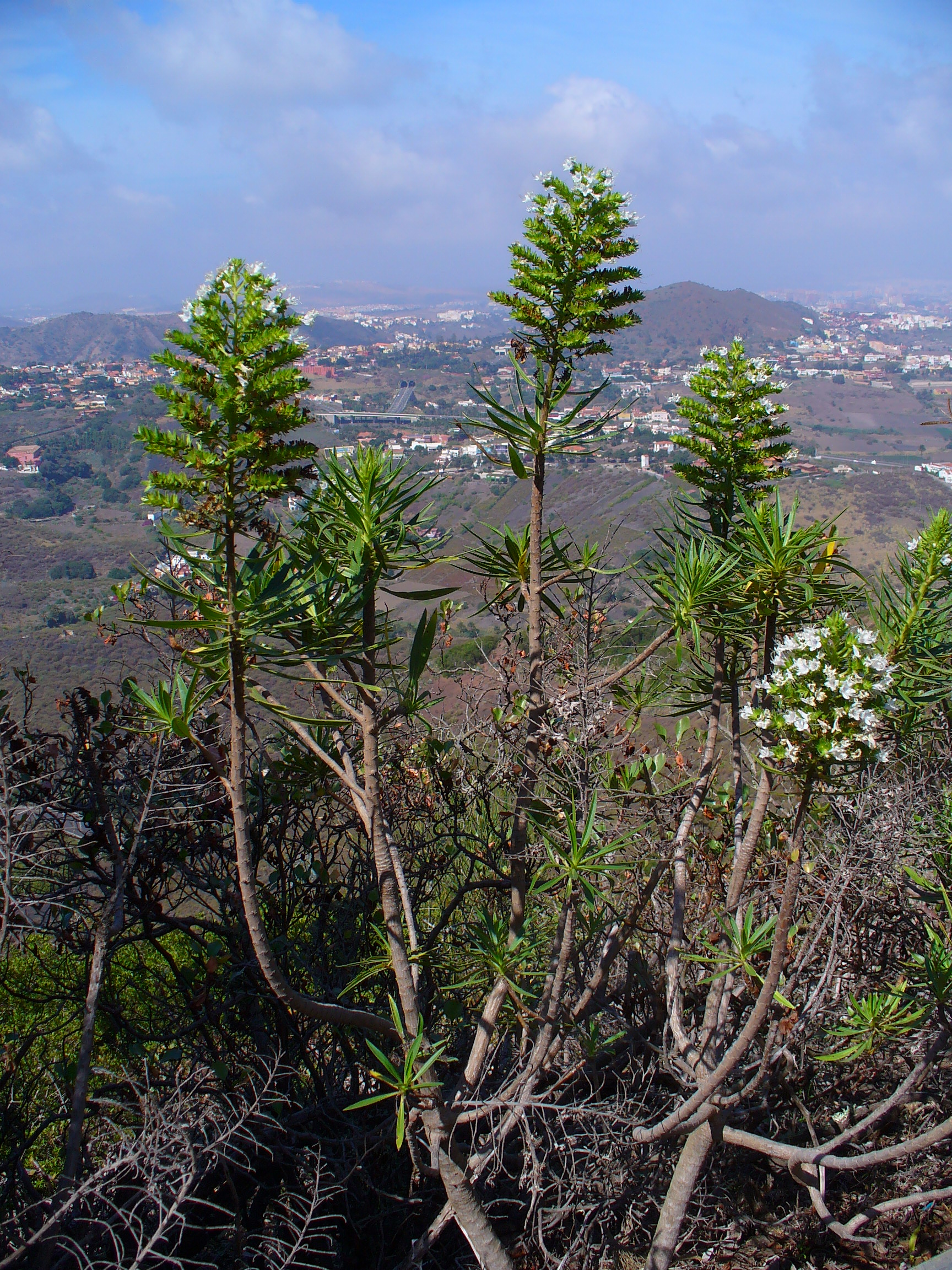
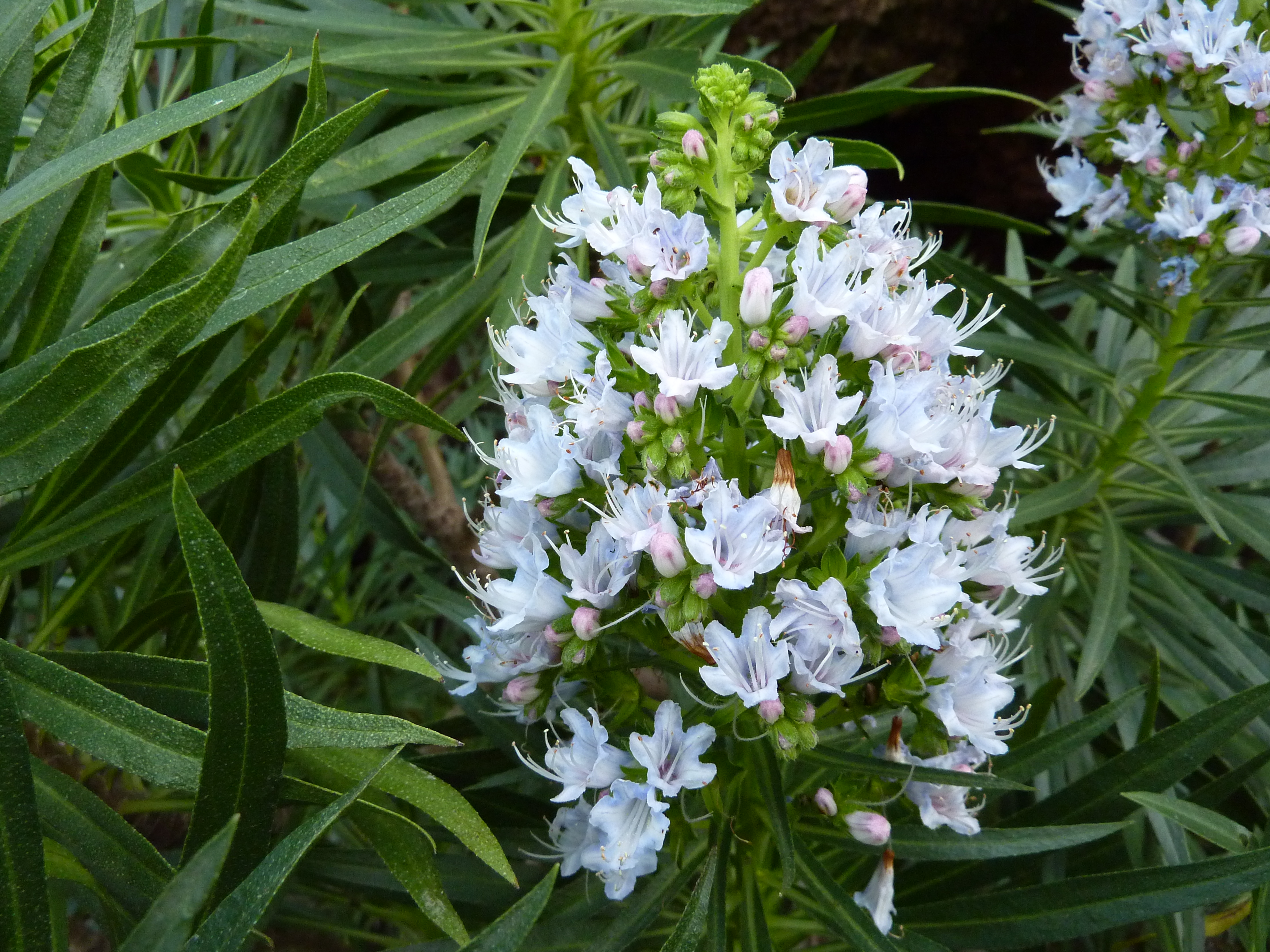